# 佐々木大
佐々木 大（ささき ひろ、1996年4月2日 - ）は、日本の男性総合格闘家。動物愛護家。大阪府大阪市出身。JAPAN TOP TEAM所属。朝倉未来のYouTubeチャンネルのメンバーとしても活動。

## 略歴
日本人の父とフィリピン人の母との間に大阪府大阪市で生まれる。柔術青帯の部で日本1位になったことがある。
20代前半で上京し、電車でばったり朝倉未来と出会ったことをきっかけに、朝倉のYouTubeチャンネル開設と同時にチャンネルのメンバーとして加入し、同チャンネルで出演、動画編集を担当している。動物愛護家であり、保護犬を飼っている。
2019年9月にDEEPで総合格闘家としてプロデビュー。デビュー戦では、セコンドに就くはずであった朝倉が試合会場に現れないドッキリが行われ、朝倉の用意した結婚式ソングとウエディングドレス姿で入場。
2022年から2023年にかけてBreakingDownに3大会出場し、モハン・ドラゴン、てる、川島悠汰にそれぞれ敗北し、3戦3敗。
2023年末にJAPAN TOP TEAM所属の格闘家せりなと入籍した。

## 人物
特技はタイピングとヒンディー語。

## 戦績

### プロ総合格闘技
| 総合格闘技 戦績 | 総合格闘技 戦績 | 総合格闘技 戦績 | 総合格闘技 戦績 | 総合格闘技 戦績 | 総合格闘技 戦績 | 総合格闘技 戦績 |
| --------------- | --------------- | --------------- | --------------- | --------------- | --------------- | --------------- |
| 8 試合          | (T)KO           | 一本            | 判定            | その他          | 引き分け        | 無効試合        |
| 3 勝            | 0               | 3               | 0               | 0               | 0               | 0               |
| 5 敗            | 1               | 1               | 3               | 0               | 0               | 0               |

| 勝敗 | 対戦相手           | 試合結果                        | 大会名                           | 開催年月日     |
| ×    | 神田コウヤ         | 2R 1:13 TKO（グラウンドパンチ） | DEEP 126 IMPACT                  | 2025年8月17日  |
| ×    | 中谷優我           | 5分2R終了 判定0-3               | RIZIN男祭り                      | 2025年5月4日   |
| ○    | 高鍋明大           | 2R 0:34 ヒールフック            | DEEP TOKYO IMPACT 2025 2nd ROUND | 2025年4月13日  |
| ×    | 石塚雄馬           | 5分2R終了 判定0-3               | DEEP 120 IMPACT                  | 2024年7月14日  |
| ○    | 太田将吾           | 1R 1:45 ヒールホールド          | DEEP 116 IMPACT                  | 2023年11月11日 |
| ×    | 石塚雄馬           | 2R 2:41 チョークスリーパー      | DEEP 98 IMPACT                   | 2020年11月1日  |
| ×    | 大木良太           | 5分2R終了 判定0-3               | DEEP 93 IMPACT                   | 2019年12月15日 |
| ○    | ハーレー・ビーハン | 1R 2:43 チョークスリーパー      | DEEP TOKYO IMPACT 2019           | 2019年9月1日   |

### アマチュア総合格闘技
| 勝敗 | 対戦相手 | 試合結果                          | 大会名        | 開催年月日    |
| ×    | 川島悠汰 | 1R 0:31 TKO（レフェリーストップ） | BreakingDown7 | 2023年2月19日 |
| ×    | てる     | 1分1R+延長1R 判定0-5              | BreakingDown6 | 2022年11月3日 |

### アマチュアキックボクシング
| 勝敗 | 対戦相手         | 試合結果          | 大会名        | 開催年月日    |
| ×    | モハン・ドラゴン | 1分1R終了 判定1-2 | BreakingDown4 | 2022年3月21日 |